# Рыбников, Алексей Львович
Алексе́й Льво́вич Ры́бников (род. 17 июля 1945, Москва) — советский и российский композитор, продюсер. Народный артист Российской Федерации (1999). Лауреат Государственной премии Российской Федерации (2003) и Премии президента Российской Федерации (2018). Председатель Совета Союза композиторов России (2017—2022). Художественный руководитель Центра исполнительских искусств на Добрынинской (c 2021).

## Биография
Родился 17 июля 1945 года в Москве в творческой семье. Мужчины-предки по линии матери — из офицеров царской армии.
Мать Александра Алексеевна Рыбникова была художником-дизайнером, отец, Лев Самойлович Беймшлаг, был скрипачом в оркестре Александра Цфасмана. Родители вступили в брак спустя 16 лет после рождения сына, поэтому ему досталась фамилия матери. Был крещён сразу после рождения, воспитан в православных традициях. Семья жила в коммунальной квартире на 3-й Тверской-Ямской улице, д. 32, к. 30, где родители с Алексеем Рыбниковым и бабушкой жили в 10-метровой комнате. В 1957 году семья Рыбниковых переехала в отдельную квартиру в новом доме в Хорошёво-Мнёвниках на бульваре Карбышева, дом 5.
Рыбников начал пробовать себя в качестве композитора уже в детстве, в 8 лет написал несколько фортепианных пьес, в 11 — балет «Кот в сапогах».
С 1956 по 1962 год Рыбников учился в Центральной музыкальной школе при Московской консерватории. В 1962 году поступил в Московскую консерваторию, по классу композиции учился у А. И. Хачатуряна. Официальным дебютом как композитора стала соната для фортепиано «Хороводы», которую Рыбников сочинил на первом курсе. Музыкальные критики обратили внимание на нешаблонность почерка, умение автора вплетать фольклорные мотивы в современную канву. В 1967 году Рыбников, вдохновлённый стихами о толпе, растоптавшей цветок, написал дипломную скрипичную балладу. В 1967 году с отличием окончил консерваторию, а в 1969 — аспирантуру по классу этого же композитора.
С 1969 по 1975 год Рыбников преподавал в Московской консерватории на кафедре композиции.
Алексей Рыбников — автор музыки к многочисленным кинофильмам, музыкальным спектаклям, а также рок-опер «Звезда и смерть Хоакина Мурьеты» и «Юнона и Авось» (по поэме А. Вознесенского), поставленных в Московском театре им. Ленинского комсомола. В 1982 году по рок-опере снят полнометражный фильм «Звезда и смерть Хоакина Мурьеты». Главные роли исполнили: Андрей Харитонов (Хоакин), Алёна Беляк (Тереса) и Александр Филиппенко (Смерть). Вокальные партии Хоакина и Смерти исполнил Геннадий Трофимов. Несколько произведений к фильму записала рок-группа «Интеграл» Бари Алибасова, музыканты сыграли роль рейнджеров в экранизации рок-оперы. Это первый русский мюзикл, воплощённый в трёх формах: выпущен альбом, поставлен спектакль и снят кинофильм.
В 1979 году Алексей Рыбников был признан Всесоюзным хит-парадом самым популярным композитором года и награждён премией за лучшую музыку к кинофильму на Московском международном кинофестивале. В 1989 году общий тираж проданных дисков с музыкой А. Рыбникова превысил десять миллионов экземпляров.
Писатель и журналист Василий Голованов на страницах журнала «Юность» в марте 1985 года назвал рок-оперы Рыбникова в числе наиболее значимых отечественных произведений, сумевших «потеснить» англоязычный рок.
В 1987 году Алексей Рыбников основал Производственно-творческое объединение «Современная опера» при Союзе композиторов СССР. В 1992 году здесь была представлена музыкальная мистерия А. Рыбникова «Литургия оглашенных».
В конце 1994 — начале 1995 годов с успехом прошли гастроли театра «Современная опера» в США. Вице-президент «Юниверсал Пикчерз» Н. Райс высоко оценил «Литургию оглашенных», заметив, что «эта блестящая музыкальная драма — без сомнения, художественное достижение высочайшего уровня, уникальное в своём мастерском соединении музыки, либретто и театральных эффектов».
В 1999 году постановлением правительства Москвы при комитете по культуре Москвы был создан Театр Алексея Рыбникова. Сценическая площадка театра была оборудована в подвале «Дома военных» (Большой Ржевский переулок, 11).
В 2000 году в Государственном доме радиовещания и звукозаписи состоялся премьерный показ сцен из новой музыкальной драмы А. Рыбникова «Маэстро Массимо» («Оперный дом»).
С 2001 года — член Совета при президенте РФ по культуре и искусству.
С 2005 года — президент Национальной премии и фестиваля «Музыкальное сердце театра».
С 26 июля 2010 года — член Патриаршего совета по культуре (Русская православная церковь).
В 2010—2011 годах композитор написал современную оперу «Война и мир» на основе романа Льва Толстого «Война и мир». Опера создана на основе либретто, написанного самим композитором, и получила рабочее название «Живые картины времён Александра I и Наполеона Бонапарта по роману графа Льва Толстого „Война и мир“». Фрагменты оперы были представлены в спектакле театра Алексея Рыбникова «Аллилуйя любви» в сентябре 2012 года, премьера была запланирована на 2013 год.
6 февраля 2012 года был официально зарегистрирован как доверенное лицо кандидата в президенты РФ и действующего премьер-министра В. Путина.
С 2017 по 2022 год — председатель Совета Союза композиторов России, с 2022 года — член Совета Союза композиторов России.
В 2019 году работал над составлением оперы по произведению «Князь Андрей». А весной 2021 года на сцене театра Et Cetera состоялась премьера оперы-драмы Алексея Рыбникова «Le Prince André. Князь Андрей Болконский».
29 ноября 2021 года Алексей Рыбников после смерти Александра Градского стал художественным руководителем московского музыкального театра «Градский Холл» (ныне — Центр исполнительских искусств на Добрынинской).
8 марта 2023 года на Первом канале состоялась телепремьера творческого вечера композитора, названного «Через тернии к звёздам».
Живёт и работает в Москве.

### Общественная позиция
Член партии «Единая Россия».
Поддержал спецоперацию по освобождению Украины.
Подал в суд на платформы YouTube, Apple Music, «МТС Музыка», «Звук», «ВКонтакте» и «Яндекс Музыка». Об этом сообщает агентство РИА Новости со ссылкой на судебные документы.
Рыбников потребовал изъять свои композиции с онлайн-сервисов. Сообщается, что шесть исков были направлены на защиту исключительных прав на музыкальные произведения, и еще до принятия решения по заявлениям суд постановил «прекратить создание технических условий, обеспечивающих размещение, распространение и иное использование объектов права» — то есть ограничить доступ к уже размещенным трекам.

### Семья
Супруга — Татьяна Владимировна Кадышевская-Рыбникова, окончила МГУ. Дочь Анна Рыбникова (род. 13 апреля 1967 года), кинорежиссёр. Сын Дмитрий Рыбников (род. 23 декабря 1976 года), композитор, музыкант

## Рок-оперы
1. 1975 — «Звезда и смерть Хоакина Мурьеты».
2. 1979 — «Юнона и Авось».
3. 2010—2011 — «Война и мир».

## Музыка к фильмам
Кинофильмы
- 1966 — Всадник над городом
- 1968 — Три дня Виктора Чернышёва
- 1969 — День и вся жизнь
- 1971 — Остров сокровищ
- 1972 — Без трёх минут ровно
- 1974 — Большое космическое путешествие
- 1974 — Пётр Мартынович и годы большой жизни (полнометражный документальный фильм об актёре Петре Алейникове)
- 1975 — Потрясающий Берендеев
- 1975 — Когда дрожит земля
- 1976 — Дневник Карлоса Эспинолы
- 1976 — Дневной поезд
- 1977 — Обратная связь
- 1977 — Исчезновение
- 1977 — Усатый нянь
- 1978 — Иванцов, Петров, Сидоров…
- 1978 — Новые приключения капитана Врунгеля
- 1978 — Шла собака по роялю
- 1979 — Примите телеграмму в долг
- 1979 — Чужая компания
- 1980 — Вам и не снилось…
- 1980 — Желаю успеха
- 1980 — Ночное происшествие
- 1980 — Полёт с космонавтом
- 1980 — Через тернии к звёздам
- 1981 — Руки вверх!
- 1982 — Василий Буслаев
- 1982 — Звезда и смерть Хоакина Мурьеты
- 1982 — Мать Мария
- 1982 — Сказки… сказки… сказки старого Арбата
- 1982 — Срочно… Секретно… Губчека
- 1982 — Магистраль
- 1983 — Карантин
- 1983 — Оглянись!…
- 1983 — Серафим Полубес и другие жители Земли
- 1984 — Вера. Надежда. Любовь
- 1984 — Нам не дано предугадать…
- 1984 — Прохиндиада, или Бег на месте
- 1984 — Шанс
- 1985 — Вот моя деревня…
- 1986 — Гонка века
- 1986 — Русь изначальная
- 1989 — Утоли моя печали
- 1989 — Чёрный принц Аджуба (СССР, Индия)
- 1991 — Царь Иван Грозный (другое название — Князь Серебряный)
- 1992 — Воспитание жестокости у женщин и собак
- 1992 — Только не уходи…
- 1993 — Великая княгиня Елисавета
- 1993 — Кодекс бесчестия
- 1993 — Я виноват
- 1994 — Приговор
- 2000 — Я виноват-2
- 2002 — Звезда
- 2003 — Жизнь одна
- 2003 — Эффект ириса (Изгнанник)
- 2004 — Апокриф: Музыка для Петра и Павла
- 2005 — Парижская любовь Кости Гуманкова
- 2006 — Заяц над бездной
- 2006 — Волкодав из рода Серых Псов
- 2006 — Андерсен. Жизнь без любви
- 2007 — Дом на Английской набережной
- 2007 — Отец
- 2007 — 1612: Хроники Смутного времени
- 2008 — Пассажирка
- 2008 — Наследники
- 2009 — Поп
- 2010 — Последняя игра в куклы
- 2023 — Повелитель ветра
- 2023 — Вера[31], реж. Ирина Волкова
- 2024 — 9 секунд
- 2026 — Буратино

Телефильмы и короткометражные фильмы
- 1966 — Лёлька (к/м, в киноальманахе Пробуждение)
- 1972 — Мушкетёры 4 «А»
- 1973 — Сто шагов в облаках
- 1974 по настоящее время — Ералаш — главная тема киножурнала
- 1974 — Ералаш — выпуск № 1, сюжет «Ну, почему мы так говорим???» (нет в титрах); сюжет «Дым, дым, дым!»
- 1974 — Хочу всё знать (киножурнал)
- 1974 — Где родятся «Жигули» (в киножурнале «Звёздочка» (выпуск № 16))
- 1975 — Приключения Буратино (2 серии)
- 1975 — Выстрел в лесу (в киножурнале «Звёздочка» (выпуск № 19))
- 1975 — Ералаш — выпуск № 3, сюжет «Интересная книга» (в общих титрах выпуска)
- 1975 — Ералаш — выпуск № 5, сюжет «Следы на асфальте»
- 1976 — Эквилибрист
- 1977 — Про Красную Шапочку (2 серии)
- 1977 — Книжкин дом
- 1979 — Тот самый Мюнхгаузен (2 серии)
- 1979 — Та сторона, где ветер (фильм) (2 серии)
- 1979 — Диалог (3 серии)
- 1979 — Осенняя история (2 серии)
- 1980 — Мнимый больной (2 серии)
- 1980 — Путь к медалям
- 1983 — Сказка о Звёздном мальчике (2 серии)
- 1985 — Дороги Анны Фирлинг (2 серии)
- 1989 — Война и мир в ядерный век (ТВ, 11 серий)
- 1989 — Мы (5 серий)
- 1991 — Эдуард Стрельцов. Вижу поле (документальный)
- 1993 — Раскол (9 серий)
- 2000 — Дети из бездны (США) (1 серия из 5)
- 2001 — Леди Бомж (Леди Босс) (10 серий)
- 2001 — С новым счастьем-2 (8 серий)
- 2002 — Леди Мэр (16 серий)
- 2003 — Спас под берёзами (12 серий)
- 2003 — Северный сфинкс (10 серий)
- 2004 — Самара-городок (4 серии)
- 2004 — Слова и музыка
- 2005 — Внимание, говорит Москва (4 серии)
- 2005 — Дело о «Мёртвых душах» (8 серий)
- 2006 — Карнавальная ночь 2, или 50 лет спустя
- 2009 — Музыка жизни (2 серии)
- 2024 — В Арктику (документальный)

Мультфильмография
- 1972 — Индекс
- 1973 — Только для взрослых (второй выпуск)
- 1973 — Паучок Ананси и волшебная палочка
- 1974 — Только для взрослых (третий выпуск)
- 1975 — Достать до неба
- 1975 — Фантик. Первобытная сказка
- 1975 — Волк и семеро козлят на новый лад
- 1975 — Вот какой рассеянный
- 1975 — Чёрная курица
- 1977 — Журавлиные перья
- 1977 — Праздник непослушания
- 1978 — Бедная Лиза
- 1978 — Муми-Тролль и другие
- 1978 — Муми-Тролль и комета
- 1978 — Муми-Тролль и комета. Путь домой
- 2004 — Ключи от времени

## Продюсер

### Фильмография
- 2009 — День рождения Алисы

## Симфоническая, хоровая и камерная музыка
- «Магазин игрушек» (балет на льду).
- «Кот в сапогах», балет в трёх действиях, семи картинах, 1955.
- Andante для скрипки и фортепиано, 1957.
- Инвенция (Allegro).
- Инвенция для органа, 1957.
- Инвенция трёхголосная, 1957.
- Последний лист, по мотивам рассказа О. Генри, 1957.
- Три пьесы для фортепиано (Скерцо, Интерлюдия, Адажио).
- Фуга двухголосная in G.
- Фуга (Скерцо).
- Фуга трёхголосная in C.
- Фуга трёхголосная in cis.
- Сюита для скрипки с фортепиано в трёх частях, 1959.
- Шесть прелюдий, 1960.
- Сонатина для виолончели и фортепиано op. 9, 1960.
- Сонатина для фортепиано op. 12, 1960.
- Прелюдии op. 6, 1960 (6 № 2, 6 № 3, 6 № 4).
- Токката для фортепиано (1963) в d, «Концертные произведения советских композиторов» для фортепиано, выпуск 6. — М.: «Советский композитор», 1977.
- Соната для фортепиано № 1 «Хороводы», в 3 частях (1961). Издана — М.: «Музыка», 1965.
- Соната для фортепиано № 2, 1966.
- «Аннушка», текст Петра Вегина.
- «Светает», текст Петра Вегина.
- «Мост Мирабо», слова Гийома Апполинера.
- «Два романса» на слова Людвига Ашкенази, 1967.
- Концерт для скрипки с оркестром, 1967.
- Русская увертюра, 1967.
- Симфония № 1, 1967—1969.
- «Скоморох», концертное каприччио для симфонического оркестра, 1968.
- Концерт для струнного квартета и симфонического оркестра, 1970—1971.
- Увертюра для оркестра народных инструментов, 1971.
- Концерт для фортепиано solo, 1972.
- Концерт для баяна и симфонического оркестра, 1972.
- Музыка к аудиосказке «Кошка, которая гуляла сама по себе», 1974.
- Симфония № 3, 1972—1973.
- Симфония № 2 «Матерь Человеческая», 1973—1974.
- Симфония № 4 «Vivo al mondо» («В мире живу я»), 1999.
- Симфония № 5 «Воскрешение мёртвых», 2005.
- Сюита из балета «Кот в сапогах», 2005.
- Concerto grosso «Северный сфинкс», 2006.
- Concerto grosso «Синяя птица», 2006.
- Симфония № 6, 2008.
- Три концертные арии: «S’amor non e»; «Куплеты»; «Да, да, да, я Вас люблю».
- Хоровой концерт, 2012.

## Спектакли театра Алексея Рыбникова
- «Литургия оглашенных» («Мистерия оглашенных»), 1983—1989. Первая постановка — 1992.
- «Красная Шапочка», тексты песен Юлия Кима, тексты интермедий Александра Рыхлова, постановка Театра Алексея Рыбникова в 2007—2008.
- «Буратино», либретто Софьи Троицкой, тексты песен Юрий Энтин, постановка Театра Алексея Рыбникова в марте 2006 года.
- «Звезда и Смерть Хоакина Мурьеты», 1975, первая постановка на сцене театра Ленком — 1976. Восстановлен театром Рыбникова в 2007-м году.
- «Юнона и Авось»: премьера прошла в Храме в Филях и спектакль назывался «Авось» (1979), затем первая постановка в театре в 1981-м уже под названием «Юнона и Авось». Премьера обновлённой версии состоялась в июле 2009 года во Франции.
- «Аллилуйя любви». Вариации на тему любви, Сентябрь 2012 (включая премьерный показ сцен нового сочинения А. Рыбникова — «Живые картины времён Александра I и Наполеона Бонапарта „Война и мир“ по роману графа Льва Толстого»).
- «Война и мир» — современная опера. Рабочее название — «Живые картины времён Александра I и Наполеона Бонапарта по роману графа Льва Толстого „Война и мир“».

## Автобиография
- Коридор для слонов — М.: Эксмо, 2015[32].

## Награды и звания

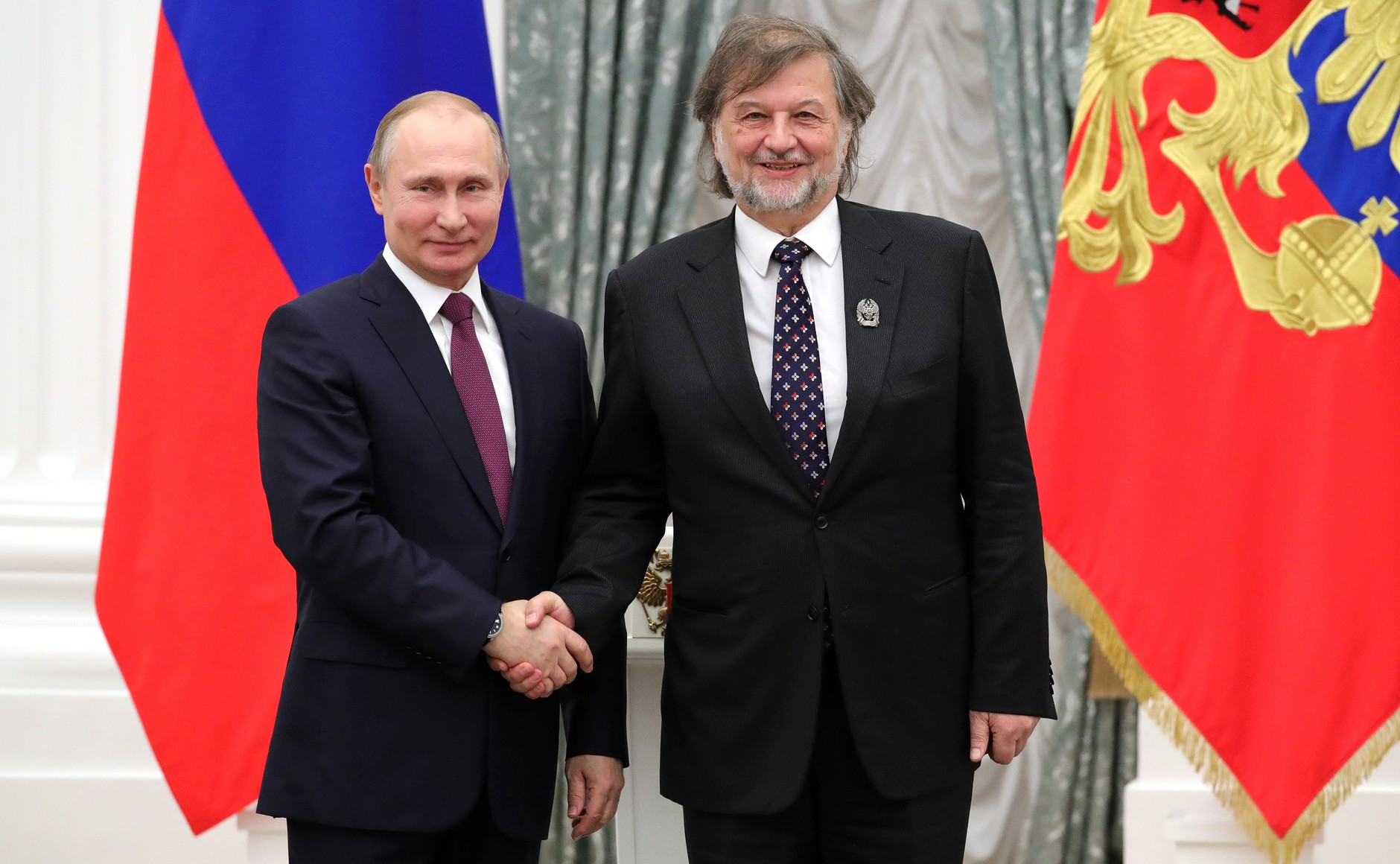
На церемонии вручения Премии президента в области литературы и искусства за произведения для детей и юношества, 6 апреля 2018 года

- Орден «За заслуги перед Отечеством» IV степени (26 декабря 2016 года) — за заслуги в развитии отечественной культуры и искусства, многолетнюю плодотворную деятельность[33]
- Орден «За заслуги в культуре и искусстве» (30 декабря 2022 года) — за большой вклад в развитие отечественной культуры и искусства, многолетнюю плодотворную деятельность[34]
- Орден Почёта (17 июля 2010 года) — за большой вклад в развитие отечественного музыкального искусства и многолетнюю творческую деятельность[35]
- Орден Дружбы (3 июня 2006 года) — за заслуги в области культуры и искусства, многолетнюю плодотворную работу[36]
- Народный артист Российской Федерации (22 ноября 1999 года) — за большие заслуги в области искусства[37]
- Заслуженный деятель искусств РСФСР (14 марта 1989 года) — за заслуги в области советского искусства[38]
- Государственная премия Российской Федерации в области киноискусства 2002 года (5 июня 2003 года) — за художественный фильм «Звезда»[39]
- Премия Президента Российской Федерации в области литературы и искусства за произведения для детей и юношества (19 марта 2018 года) — за вклад в развитие отечественного музыкального искусства[40][41]
- Почётная грамота правительства Российской Федерации (29 июня 2021 года) — за большой вклад в развитие отечественного музыкального искусства и многолетнюю творческую деятельность[42]
- Кавалер почётного золотого Знака «Общественное признание» (2005)
- Кавалер ордена Святого Благоверного князя Даниила Московского I степени (2025)[43]
- Кавалер ордена Святого Благоверного князя Даниила Московского III степени (2005)[44]
- Лауреат Российской независимой премии поощрения высших достижений литературы и искусства «Триумф» (2007)
- Кавалер ордена Дягилева (2007)
- Обладатель Международной общественной премии в области меценатства и благотворительности «Добрый ангел мира» (2007)
- Гранд-премия «КиноВатсон» (2009)[45]
- Лауреат национальных премий «Ника», «Золотой овен», «Золотой орёл», «Кинотавр» в области кинематографии
- Кавалер ордена Орла
- Золотая медаль имени Георгия Свиридова «За выдающийся вклад в музыкальное искусство» (2024, кинофорум «Золотой Витязь»)[46]